# Herbert Reichelt

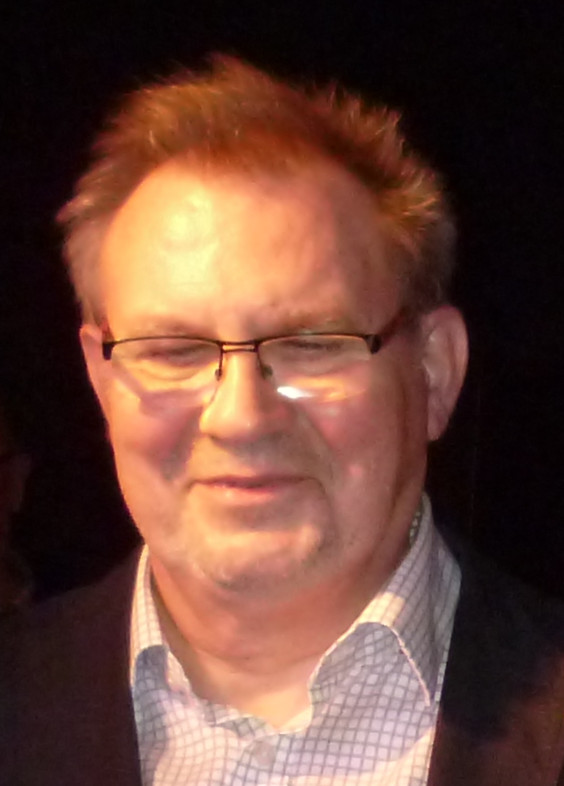
Herbert Reichelt (2017)

Herbert Reichelt (* 22. Dezember 1951 in Herne; † 23. Juli 2019) war ein deutscher Autor.

## Leben
Herbert Reichelt ist aufgewachsen im Ruhrgebiet. Nach dem Studium der Sozialwissenschaften und der Mitarbeit in einigen Forschungsprojekten an der Ruhr-Universität in Bochum war er ab 1983 in verschiedenen Funktionen für das Wissenschaftliche Institut der AOK und den AOK-Bundesverband tätig.
Seit 2012 war Herbert Reichelt literarisch aktiv. Nach einem ersten Lyrikband erschien im Herbst 2015 der erste Kriminalroman. In den folgenden Jahren folgten weitere Veröffentlichungen von Kurzkrimis und Gedichten.
Mehrfach errang Herbert Reichelt mit seinen Gedichten und Geschichten Preise bei Literatur-Wettbewerben.
Herbert Reichelt starb am 23. Juli 2019.

## Wachtberger Kugel – Preis für komische Lyrik
2016 initiierte Herbert Reichelt den Wettbewerb um die Wachtberger Kugel – Preis für komische Lyrik . Zusammen mit Dieter Dresen gab er seit 2017 drei Anthologien mit Wettbewerbsbeiträgen für den Wettbewerb unter dem Titel „Die besten Kugel-Schreiber – aus dem Lyrikwettbewerb »Wachtberger Kugel«“ heraus.

## Werk

### Werke (Auswahl)
- Bochumer Mörderwoche, ISBN 978-3-870621-65-0, cmz-Verlag, Rheinbach
- Pfleimenbäume und andere Gedichte, ISBN 978-3-929386-62-2, Kid Verlag, Bonn
- Der Kuss des Delta und weitere Gedichte, ISBN 978-3-929386-78-3
- Aus der Reimmühle, ISBN 978-3-947759-30-9
- So bunt wie das Leben – Acht kurze Krimis und zehn weitere Kurzgeschichten, ISBN 978-3-929386-94-3

### Herausgeberschaft
- Dieter Dresen / Herbert Reichelt (Hrsg.): Die besten Kugel-Schreiber 2017, Bonn, 2017, ISBN 978-3-929386-68-4
- Dieter Dresen / Herbert Reichelt (Hrsg.): Die besten Kugel-Schreiber 2018, Bonn, 2018, ISBN 978-3-929386-81-3
- Dieter Dresen / Herbert Reichelt (Hrsg.): Die besten Kugel-Schreiber 2019, Bonn, 2019, ISBN 978-3-929386-93-6